# Torrent de Comabona
El'Torrent de Comabona, dit també Torrent de la Comabona és un torrent afluent per l'esquerra de l'Aigua de la Corba, tributari del Riu del Coll de Jouet.

## Municipis que travessa
El curs del torrent transcorre íntegrament pel terme municipal de Castellar del Riu.

## Xarxa hidrogràfica
La xarxa hidrogràfica del Torrent de Comabona està integrada per un total de 8 cursos fluvials. D'aquests, 5 són subsidiaris de 1r nivell, 1 ho és de 2n nivell i un altre ho és de 3r nivell.
La totalitat de la xarxa suma una longitud de 7.654 m. que trans corren íntegrament pel terme municipal de Castellar del Riu